# 星乃心美
星乃 心美（ほしの ここみ、7月28日 - ）は、日本の女性フリーアナウンサー。東京都江東区出身。

## テレビ
- テレビ埼玉：情報番組ごごたまに出演。親しみやすい語り口で視聴者に情報を届ける。
- J:COM: 地域密着型ニュース番組「デイリーニュース」の千葉セントラルエリア版にレギュラー出演。
- 2010年 - 2011年: J:COM 足立「兼好・アッコの足立広報」
- 2012年 - 2014年: J:COM 北・板橋
- 2015年 - 2021年: J:COM 千葉中央
- 2017年 - 2018年: J:COM 神奈川県央
- 2022年 - 現在: 市原ケーブルテレビ「あいチャンネルトピックス」「藤浪辰爾の歴史探訪」

## CM・ウェブ出演
- MAQUIA ONLINE プロモーション動画出演。
- 旅フェア　CM出演
- アクサハッピー劇場　ウェブCMでナレーションを担当
- ショップチャンネルカシオの時計プレゼンターとして商品紹介を行う。

## ラジオ
- FM世田谷「Setagaya Goes On」にパーソナリティとして出演
- ラジオ成田 「Morning View NARITA”Radio Café」にてリポーターを務める
- レインボータウンFM 「大江戸ワイドスーパーアフタヌーン」出演

## イベント・展示会
- 東京モーターサイクルショー2013 MIDLANDブース
- DNP　記者発表会
- SONY ランドセル贈呈式
- 干場義雅トークショー（新宿高島屋）

## 出版活動
- 2020年: 自身初の絵本「ようこそあかちゃん」（三恵社）を出版。

## 出版
- ようこそあかちゃん（ISBN 978-4-86693-204-0） (アナウンサーによる社会貢献団体・ママアナーズえほんシリーズ)絵：ねもとまこ

## 司会・イベント進行
- 結婚式司会：これまでに1,000組以上の結婚式で司会を担当。

主な担当会場：
グランドニッコー東京ベイ舞浜・ウェスティンホテル東京・ハイアット・リージェンシー横浜・ハイアットリージェンシー東京・パークハイアット・マンダリンホテル東京・新高輪プリンスホテル ほか
- イベント：３年間にわたり、ビジネスプロデューサー岩根央の企画進行役としてコンサートやビジネス交流会パーティーを開催。

## 映画出演
- 口裂け女リターンズ シズコ役で出演
- 海に降る雪  看護婦役で出演

## ナレーション
- 捨て猫しなもん:

保護猫の実話を描いた物語のナレーション担当
- 出会いは奇跡 : 岩根央監督による絵本作家ねもとまこのの生い立ちを描いた映画のナレーション
- れんくんありがとう多摩市教育委員会後援による記録映画でナレーションを担当当

## 作品
- ようこそあかちゃん：アナウンサーによる社会貢献団体「ママアナーズ」えほんシリーズの一環として制作

## その他
- 伝える力プロジェクト

岩根央クリエイティブ＆ソリューションズとの共同プロジェクト「伝える力」を展開中。